# Azúcar edulcorante
Los azúcares edulcorantes son los principales edulcorantes provenientes del azúcar que se encuentran naturalmente en los alimentos.
Adicionan propiedades funcionales a los alimentos mediante sus efectos en las características sensoriales (sabor), físicas (viscosidad o cristalización), microbianas (preservación o fermentación) y químicas (caramelización o antioxidación). 
Pertenecen a la categoría de edulcorantes nutritivos, y, por lo tanto, proveen de calorías al cuerpo humano cuando son ingeridos. Algunos ejemplos de estos edulcorantes pueden ser: 
- azúcares de caña refinados,
- edulcorantes provenientes del maíz
  - jarabe de maíz de alta fructosa,
  - fructosa cristalina,
- glucosa,
- dextrosa,
- miel
- lactosa
- maltosa
- azúcares invertidos
- jugo concentrado de frutas.

## Azúcares edulcorantes más importantes

### Fructosa
Es un monosacárido que provee 4 cal/g. Se encuentra en las frutas y también se lo conoce como azúcar de frutas o levulosa. Es una sustancia GRAS (Generally Recognized As Safe), generalmente reconocida como segura por la Administración de Alimentos y Medicamentos de los Estados Unidos. Se agrega a los alimentos y bebidas como jarabe de maíz de alta fructosa o en forma cristalina, y se prefiere, en muchos casos y para estos productos, antes que a la sacarosa debido a que realza el sabor, el color y la estabilidad del producto. Se fabrica mediante la isomeración de la dextrosa en el almidón de maíz. También sinergiza el potencial edulcorante de la sacarosa y de otros edulcorantes no nutritivos.
La ingesta de fructosa puede conducir a un menor aumento de la glucemia que el provocado por los edulcorantes provenientes de la sacarosa. Este aspecto, junto a la rápida eliminación de la fructosa de la sangre, puede mejorar el control glucémico. No obstante, la elevada ingesta de fructosa puede tener consecuencias sobre la salud gastrointestinal, el control de la glucemia y el metabolismo de los lípidos (aumentando el riesgo de hipertrigliceridemia).

### Sacarosa
Es un disacárido compuesto por una molécula de glucosa y otra de fructosa y provee 4 cal/g. Comercialmente proviene del procesamiento de la caña de azúcar o de la remolacha azucarera. La sacarosa puede encontrarse en diversos grados de refinamiento, en forma de cristales o como melaza (forma menos refinada de la sacarosa). Al igual que la fructosa, es una sustancia GRAS.
Su alta ingesta puede causar obesidad, debido a su elevado contenido calórico y ésta a su vez puede provocar picos de glucosa que podrían originar diabetes. Además provoca la aparición de caries, y las personas que carecen de sacarasa sufren de intolerancia a la sacarosa. También se acumula en la sangre elevando los triglicéridos, lo cual desencadena en arterioesclerosis.
- Datos: Q5715287